# Gare de Montcada-Bifurcation
La gare de Montcada Bifurcation (en catalan : estació de Montcada Bifurcació) est une gare ferroviaire espagnole qui appartient à ADIF située dans la ville de Montcada i Reixac dans la comarque du Vallès Occidental. La gare se trouve sur la Ligne Barcelone - Manresa - Lérida - Almacelles et les trains qui s'y arrêtent sont des R3, R4 et R7 de Rodalies de Catalogne et des R12 des services régionaux de Rodalies de Catalogne, opérés par Renfe Operadora.

## Situation ferroviaire
Ligne 220 (Barcelone - Montcada-Bifurcation - Lérida), Ligne 222 (Montcada-Bifurcation - Ripoll), Ligne 264 (Montcada-Bifurcation - Bif. Aigües).

## Histoire
Cette gare de la ligne de Manresa a été ouverte en 1862 quand a été inaugurée une nouvelle ligne directe entre Montcada et la Gare du Nord de Barcelone, depuis 1855, les trains devaient rejoindre la ligne de Gérone pour rejoindre Barcelone (Estació de França). En direction nord, la ligne de Manresa est bifurquée à gauche en direction de la gare de Montcada i Reixac - Manresa et à droite en direction de la gare de Montcada i Reixac - Sant Joan en direction de Vic / Ripoll / Puigcerdà de l'ancienne ligne Montcada - Ripoll - Sant Joan de les Abadesses. Direction Barcelone à droite suit la ligne de Manresa en direction de Barcelone et à gauche vous pouvez accéder à l'Embranchement de les aigües (1979) qui relie la ligne de Gérone à Barcelone. Elle dispose d'installations logistiques de marchandise.
En 2016, il y a 468 000 passagers qui ont transité dans cette gare.

## Service des voyageurs

### Desserte
Dans cette gare s'arrêtent des régionaux cadencés à destination de Ripoll / Ribes de Freser / Puigcerdà / Latour de Carol.

Installations et desserte
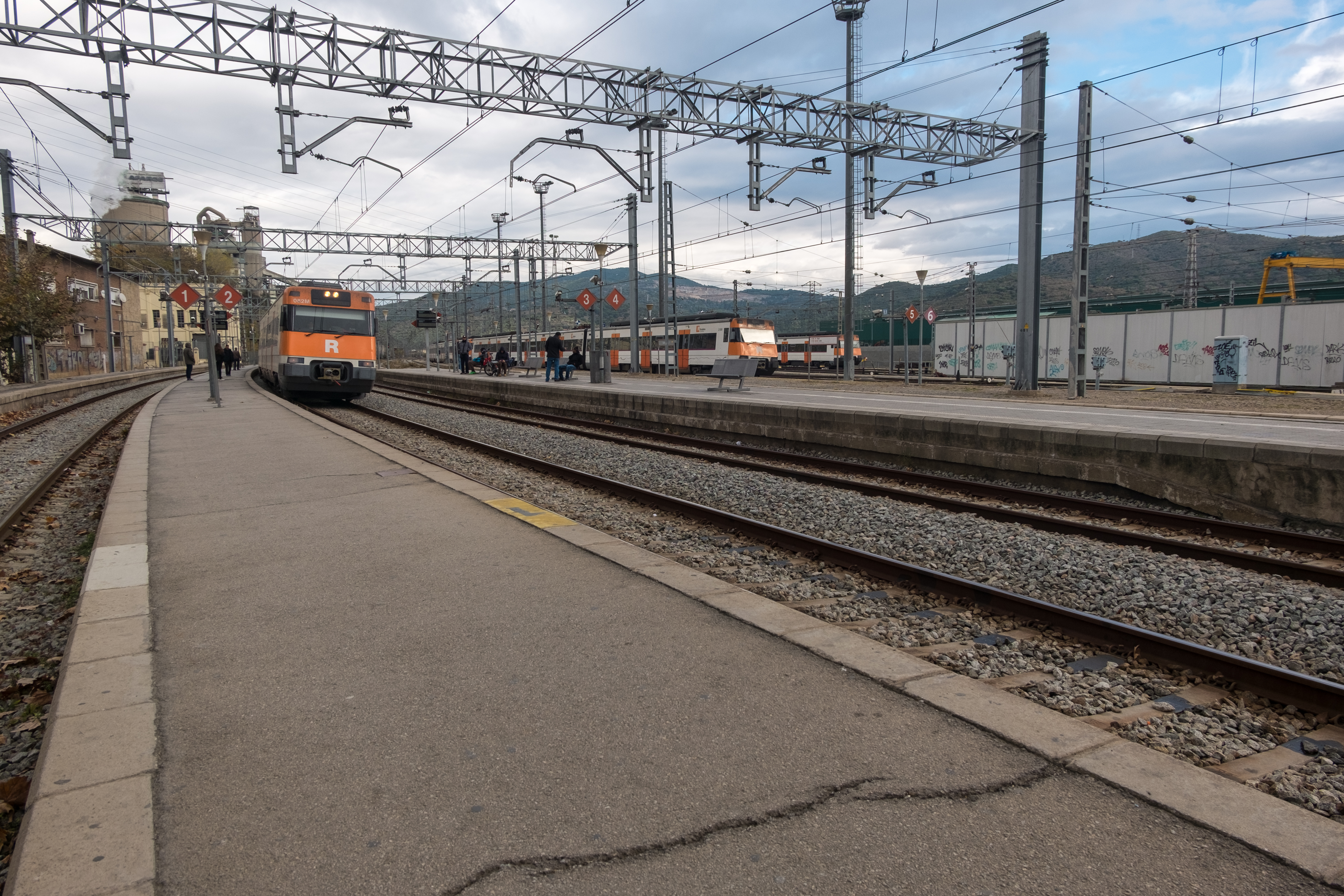
Les trois quais centraux.
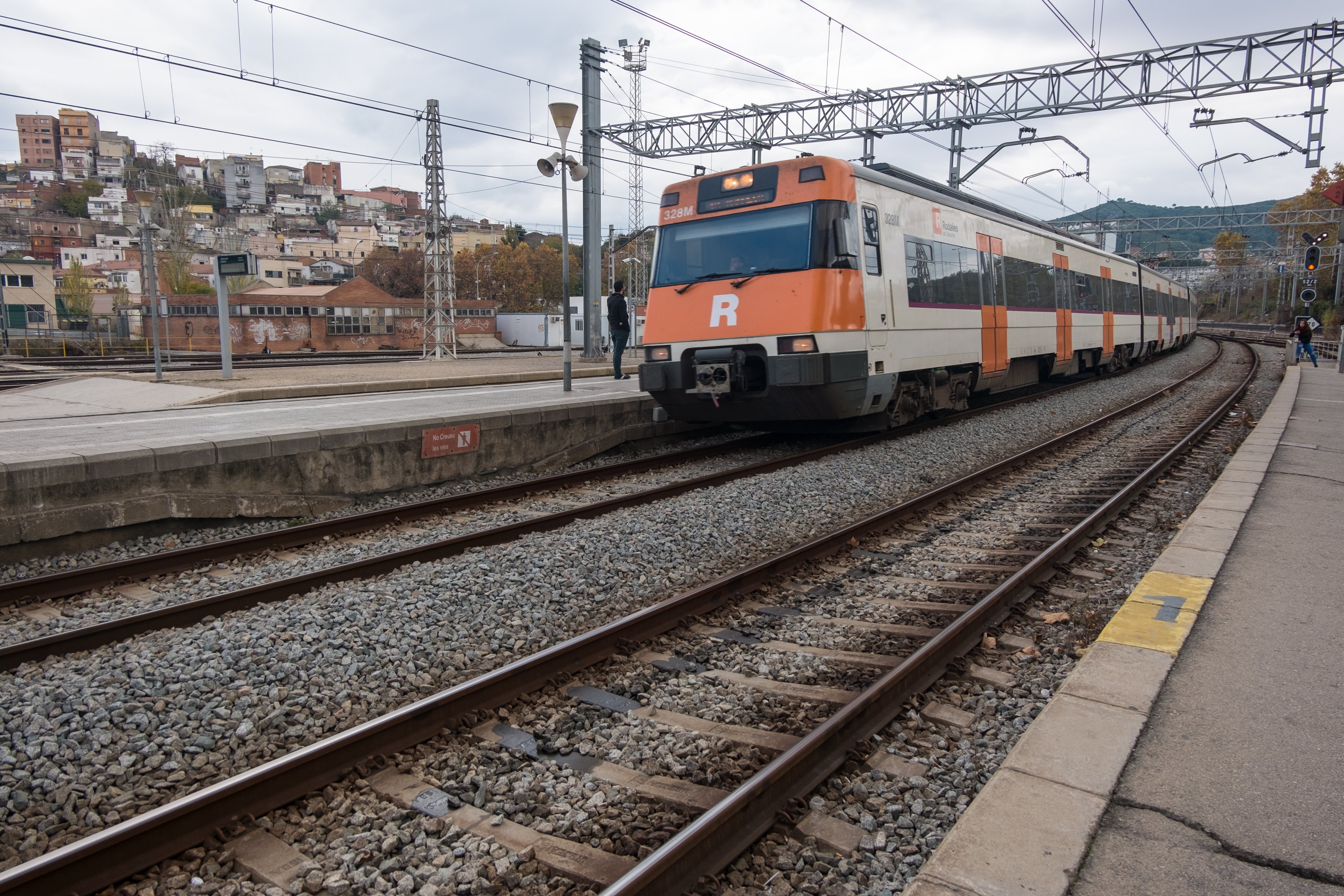
R3 destination Ripoll.
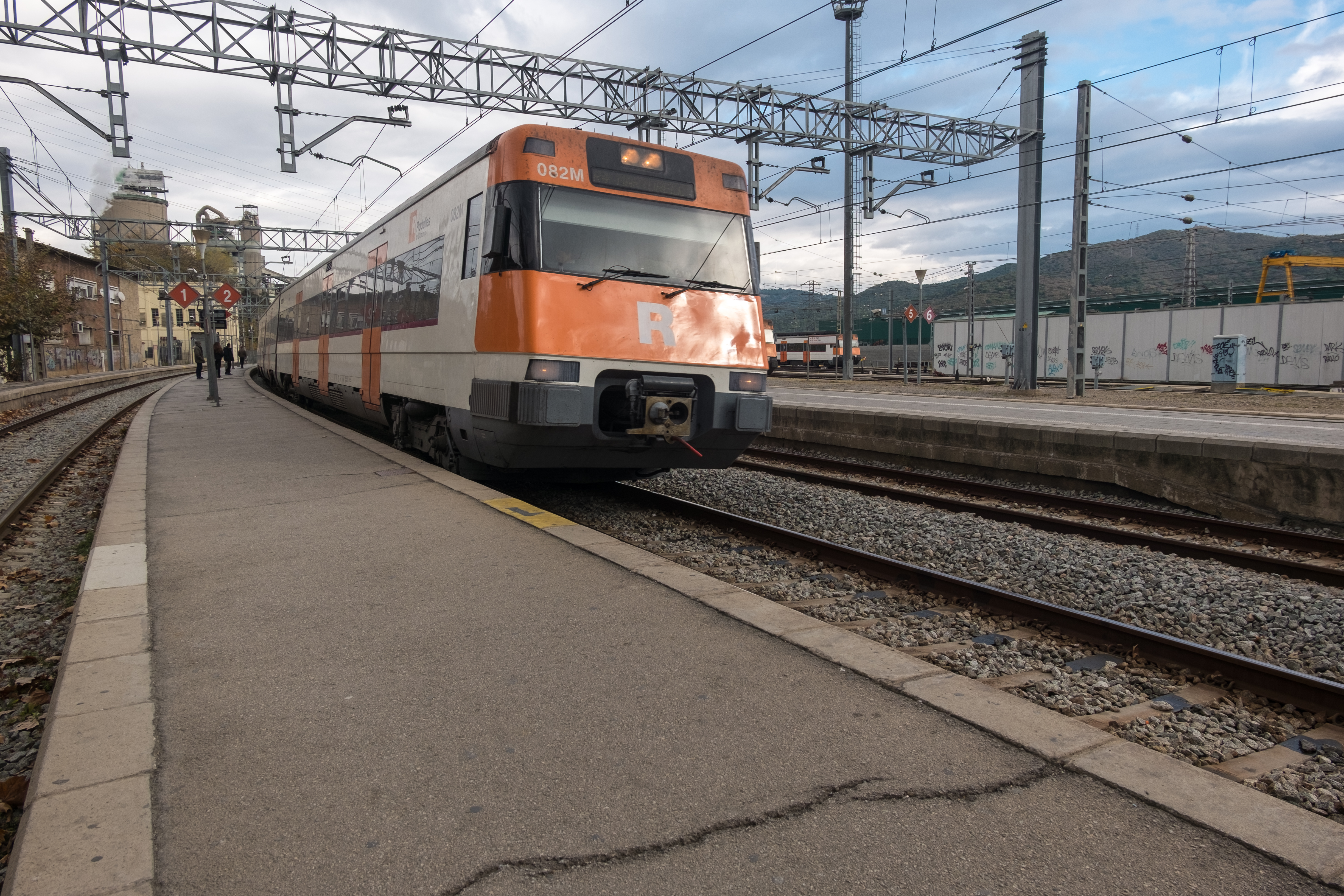
R4 destination Martorell.